# Magyarok ábrázolása külföldi játékfilmekben
Magyar szereplők viszonylag ritkán jelennek meg a külföldi irodalomban, filmekben. Ezeket az esetek egy részében az alkotók magyar származása indokolhatja, de talán legérdekesebbek azok a művek, amelyekben ilyen magyar szál az alkotók tekintetében nem fedezhető fel.

## A magyar nevek kérdése
A külföldi filmesek szemlátomást nehezen boldogulnak a magyar nevekkel, a magyar vagy magyar származású szereplőknek adott nevek egy része alig (Arkosh Kovash, Közönséges bűnözők, 1995) vagy egyáltalán nem (Mathias Targo, Die Hard – Az élet mindig drága, 1995) azonosítható valódi magyar nevekkel. Így az is lehetséges, hogy valójában több karakterről nem derül ki, hogy eredetileg magyar származású szereplőnek szánták.
Hasonló okokból a zsidó szereplők esetén is nehézségekbe ütközik annak megállapítása, hogy az adott szereplő magyar kötődésű-e, vagy sem. Ennek oka egyrészt, hogy a zsidók egy része nem magyarosította (a II. József által elrendelt) „eredeti” német családnevét, másrészt előfordul, hogy a magyar szinkronstúdiók a zsidó személy- és családneveket akkor is magyarosítják, ha a szereplőknek nincs kapcsolatuk a magyarsággal. Így például az Ászok ásza (1982) egyik szereplője magyaros névrendben és magyaros ejtéssel Rózenblum Simon, a Fogadó a Halott Alpinistához című regény alapján készült, Hotel a Halott Alpinistához (1979) című észt film mellékszereplőinek családneve nem Moses, hanem magyaros ejtéssel Mózes.
A magyar szereplők névadási gyakorlata további értelmezési gondokat is okozhat. A Suszter, szabó, baka, kém (2011, rend. Tomas Alfredson) című, budapesti helyszíneken is játszódó film két szereplőjének neve például Tarr és Esterhase, ami a nézőt Tarr Béla és a magyar származású Joe Eszterhas filmesek nevére emlékeztetheti. A film alapjául szolgáló, 1974-ben megjelent regényében John le Carré Toby Esterhase-nek valóban magyar családi hátteret rajzolt, és mintájául a magyarországi származású londoni könyvkiadó, André Deutsch szolgált. A Maraton életre-halálra (1976, rend. John Schlesinger) című film hasonló dilemma elé állíthatja a magyar nézőt: a Laurence Olivier alakította körözött háborús bűnös SS-orvos neve a filmben Szell, noha esetleges magyar gyökereire a film nem utal. Egyes források szerint a címadó regény (1974) írója, William Goldman a világhírű karmesterre, Széll Györgyre gondolva vette kölcsön főszereplője nevét.
(Feltehetően Makk Károly és Tarr Béla neve alapján az a hiedelem alakult ki külföldi filmes körökben, hogy a magyar családnevekben jellegzetesen gyakori a kettős mássalhangzóval végződő. (Kiss, Makk, Papp, Széll, Tarr, Vass -> Gaff, Tarr, Marr, Mott, Barr, Orr))
A Végzetes erő (2001, rend. Matt Codd) egyik szereplője, Dr. Kasia „KC” Czaban  vezetékneve is könnyen tűnhet magyarnak, a filmben mégis lengyel származásúnak szánt szereplő. Hasonló módon a Hollywoodland című 2006-ban bemutatott bűnügyi filmben a magyar származású amerikai színész, Adrien Brody által alakított magándetektív, Louis Simo is inkább spanyol származású karakter. A keresztnévként és családnévként is használt Sándor név is viszonylag gyakran jelenik meg, azonban elvben lehetséges hogy néhány esetben az alkotók horvát és nem magyar származású szereplőnek szánták a karaktert. Bár Verne regénye nyomán a világban inkább az terjedt el, hogy ez a név egyértelműen magyar. (Horvát írásmóddal helyesen: Šandor.) A Sandor és Kovacs családnevek mellett (bár ezek sem teljesen bizonyosan magyar nevek) viszont többször lehet találkozni a Bartok névvel is nyilván Bartók Béla nyomán de általában minden további magyar vonatkozás említése nélkül. Az utolsó lovagok (Last Knights, 2015) című amerikai filmdrámában viszont Lord Bartok (Morgan Freeman) nyilván nem magyar származású.
Több filmben szerepel Kovács helyett Kovak nevű magyar karakter, ami feltehetően a szláv kovač  szó és családnév téves változata lehet. Néhány esetben viszont a keresztnév arra utal, hogy nem magyar hanem délszláv vagy Csehszlovák származású karakterről lehet szó.
Bár a Gogolák ritka név Magyarországon, a Bérgyilkos a szomszédom és a Már megint bérgyilkos a szomszédom előtt feltűnik Bacsó Péter A tanú című filmjében is („Gogolák elvtársnő”), az Egyesült Államokban viszont a két híres magyar származású amerikaifutball-játékos, Gogolák Péter és Gogolák Károly révén lett közismert.
Molnár Ferenc 1907-ben megjelent, több nyelvre lefordított A Pál utcai fiúk című regényéből több filmadaptáció is született. Ezek egyike az amerikai–magyar koprodukcióban 1968-ban készült, Fábri Zoltán rendezte A Pál utcai fiúk, a magyar filmesek vagy színészek bevonása nélkül készült külföldi adaptációk alkotói is ragaszkodtak az eredeti szereplők és helyszínek magyar neveihez:
- Pál uccai fiúk (amerikai, No Greater Glory, 1934, rend. Frank Borzage);[12]
- A Pál utcai fiúk (olasz, I ragazzi della via Paal, 1935, rend. Alberto Mondadori és Mario Monicelli);[13]
- A Pál utcai fiúk (olasz, I ragazzi della via Pál, 2003, rend. Maurizio Zaccaro).[14]

A magyar szereplőknek adott filmes keresztnevek eloszlása viszonylag szűk skálán látszik mozogni. Férfinevek esetében gyakori a László és a Zoltán, illetve ezek némileg eltorzult változatai, például Laslo Gromeck a Kopogd le a fán! (1954) című filmben, Zoltan Karpathy a My Fair Ladyben (1964), vagy a brit mozikban Zoltan, Hound of Dracula (1978) címen bemutatott amerikai horrorfilm címszereplője. A női szereplők esetében a -ka kicsinyítőképzős nevek örvendenek népszerűségnek, mint például német nyelvterületen a Gyakran gondolok Piroskára (nyugatnémet, Ich denke oft an Piroschka, 1955) és a Piroschka (nyugatnémet, 1960, Ferrari Violettával a főszerepben) címszereplői, a csehszlovák Sörgyári capriccio főszereplője, Maryška (akit ráadásul a köztudottan magyar származású Magda Vášáryová játszott, azaz a csehszlovák nézők számára egyértelmű volt a magyar utalás) vagy az amerikai–cseh Van Helsing (2004, rend. Stephen Sommers) Marishkája.

## Magyar vonatkozású regényadaptációk
Jules Verne az 1880-as évektől négy magyar vonatkozású regényt írt, amelyekből játékfilmek is születtek:
Sándor Mátyás (Mathias Sandorf, 1885) című regényéből:
- Sándor Mátyás (Mathias Sandorf, 1921, rendezte: Henri Fescourt) Mathias Sandorf – Romuald Joubé
- Sándor Mátyás (Mathias Sandorf, 1963, rendezte: Georges Lampin) Le comte Mathias Sandorf – Louis Jourdan
- Sándor Mátyás (Mathias Sandorf, 1981, magyar–francia tévéfilm sorozat, rendezte: Jean-Pierre Decourt) Sándor Mátyás – Bujtor István

A fáma szerint Verne már épp elkészült a regényévél, amikor 1884-ben megjelent Jules Claretie Le Prince Zilah (’Zilah hercege’) című regénye, amelynek főszereplőjét szintén Sándornak hívták. Hogy a névazonosságot elkerülje, Verne főszereplője neve végére odabiggyesztett egy f betűt.
Várkastély a Kárpátokban (Le Château des Carpathes, 1892)
- Várkastély a Kárpátokban (Le château des Carpathes, 1976, rendezte: Jean-Christophe Averty) Le comte Franz de Télek – Benoît Allemane
- Castelul din Carpati (1981, román film, rendezte: Stere Gulea)
- Várkastély a Kárpátokban (Tajemství hradu v Karpatech, 1981, csehszlovák film, rendezte: Oldrich Lipský) Tölököi Teleke gróf – Michal Docolomanský, Ignác, a gróf komornyikja – Vlastimil Brodský
- Carpathian Castle (JV: The Extraordinary Adventures of Jules Verne), 2013

Storitz Vilmos titka (Le secret de Wilhelm Storitz, 1911, 1898-ban fejezte be)
- Le théâtre de la jeunesse: Le secret de Wilhelm Storitz (1967, rendezte: Eric Le Hung) Wilhelm Storitz – Jean-Claude Drouot
- Tajomstvo alchymistu Storitza (’Az alkimista Storitz titka’, 1991, rendezte: Pawel Trzaska) csehszlovák film, Wilhelm Storitz – Henryk Talar

A dunai hajós (Le Pilote de Danube, első kiadása: 1908, de feltehetően ezt is a 19. század végén írta) című regényét mindeddig a magyarokon kívül (Markos Miklós, 1974) csak németek filmesítették meg:
- Dunai hajósok (Donauschiffer, 1940, német film, rendezte: Robert A. Stemmle) Nikolaus von Körmendy – Jávor Pál, Sátori, matróz – Halmay Tibor, Lajos – Hans Unterkircher

Az irodalomtörténet-írás szerint Verne nagyra értékelte a magyarokat, a magyar történelmet, és különösen Kossuth Lajost, ugyanakkor regényei magyar alakjainak megformálásában egy arisztokrata, Habsburg János Szalvátor segítette. Regényeiben és a Verne-adaptációkban gyakori szereplő a magyar tudós, mérnök, aki többnyire arisztokrata és inkább műkedvelő tudós, illetve a hazáját politikai okokból elhagyó emigráns.
Hálás és sokszor feldolgozott téma az anyák megmentője, Semmelweis Ignác tragikus élete. Ezekben barátján, Markusovszky Lajoson kívül néha Balassa János is megjelenik.
- Semmelweis – Retter der Mütter (1950, rendezte: Georg C. Klaren) NDK film
- Semmelweis (1950, rendezte: Gordon Duff) a The Philco Television Playhouse c. ff amerikai tévésorozat 2. évad 39. epizód
- The Tragic Hour of Dr. Semmelweis (1852) (1955, rendezte: ???) a You Are There c. ff amerikai tévésorozat 3. évad 35. epizód
- Semmelweiss (1980, rendezte: Gianfranco Bettetini) olasz filmdráma
- Semmelweiss (1983, rendezte: Terje Mærli) norvég filmdráma
- Semmelweis Ignácz – Az anyák megmentője (Ignaz Semmelweis – Arzt der Frauen, 1989, rendezte: Michael Verhoeven) NSZK–osztrák–magyar tévéfilm
- Semmelweis (Semmelweis, 1993) francia film
- Semmelweis (1994, rendezte: Floor Maas) holland tévéfilm
- Semmelweis doktor (Docteur Semmelweis, 1995, rendezte: Roger Andrieux) francia-lengyel tévéfilm
- Semmelweis (2001, rendezte: Jim Berry) FF amerikai rövidfilm
- Semmelweis (2018) amerikai film

Még a századforduló előtt Amerikában nagy hírnévre tett szert a magyar származású Harry Houdini, aki Weisz Erik néven látta meg a napvilágot Budapesten. Az Amerikában az 1970-es évektől elterjedt bonmot szerint „a történelemből ismert három leghíresebb ember Jézus, Sherlock Holmes és Harry Houdini”. Houdini a hátrányos megkülönböztetéstől tartva titkolta magyar (és zsidó) származását, ami csak az 1970-es években lett közismert. Róla is számos életrajzi film született, amelyekben gyakran kerül szóba barátsága Sir Arthur Conan Doyle-lal, majd vitájuk és elhidegülésük a spiritizmussal kapcsolatosan.
- Houdini (Houdini, 1953, amerikai film, rendezte: George Marshall) Harry Houdini – Tony Curtis, családtagok és más magyar szereplők
- The Great Houdini (The Great Houdinis) (’A Nagy Houdini’, amerikai tévéfilm, 1976, rendezte: Melville Shavelson) Harry Houdini (Erich Weiss) – Paul Michael Glaser, Cecilia Weiss – Ruth Gordon, Theo Weiss – Jack Carter, Dorothy Weiss – Marilyn Brodnick
- Ragtime (Ragtime, amerikai filmdráma, 1981, rendezte: Miloš Forman E. L. Doctorow regényéből) Harry Houdini – Jeffrey DeMunn
- Young Harry Houdini (’Az ifjú Harry Houdini’, amerikai televíziós filmsorozat, 1987, rendezte: James Orr) A fiatal Harry Houdini – Wil Wheaton, a felnőtt Houdini – Jeffrey DeMunn, Mrs. Weiss, Houdini édesanyja – Rita Zohar
- A Night at the Magic Castle (’Egy éjszaka az elvarázsolt kastélyban’, amerikai ifjúsági film, 1988, rendezte: Icek Tenenbaum) Harry Houdini – Arte Johnson
- Az igazi tündérmese (FairyTale: A True Story, angol-amerikai filmdráma, 1997, rendezte: Charles Sturridge) Harry Houdini – Harvey Keitel
- Houdini – A halál cimborája (Houdini, amerikai tévéfilm, 1998, rendezte: Pen Densham) Harry Houdini – Johnathon Schaech, a fiatal Houdini – Emile Hirsch
- Cremaster 2 (amerikai filmdráma, 1999, rendezte: Matthew Barney) Harry Houdini – Norman Mailer
- Houdini, a halál mágusa (Death Defying Acts, angol-ausztrál filmdráma, 2007, rendezte: Gillian Armstrong) Harry Houdini – Guy Pearce
- Murdoch nyomozó rejtélyei (Murdoch Mysteries, kanadai-angol televíziós filmsorozat, 2008, Houdini Whodunit című epizód, 2009) Harry Houdini – Joe Dinicol
- Houdini (Houdini, 2014, amerikai-kanadai négy részes életrajzi filmsorozat, rendezte: Uli Edel) Harry Houdini – Adrien Brody, családtagok és más magyar szereplők
- Houdini and Doyle (’Houdini és Doyle’, kanadai-angol televíziós filmsorozat, 2016) Harry Houdini – Michael Weston
- Időutazók (Timeless, amerikai sci-fi televíziós filmsorozat, 2016-) Harry Houdini – Michael Drayer, Dash Houdini – Lyova Beckwitt

Az 1930-as évektől a közismerten magyar Lugosi Béla alakította főleg az őrült tudós archetípusához sorolható karaktereket. Ez időben megegyezett a magyar fizikusok megjelenésével az amerikai közéletben (Szilárd Leó, Neumann János, Wigner Jenő, majd Teller Ede), akik maguk leginkább csak dokumentum-játékfilmekben jelentek meg, főleg Teller és Szilárd. Lugosi sok évtizedes amerikai karrierje ellenére is közismerten erős akcentussal beszélte az ottani nyelvet, a frissen érkezett tudósok úgyszintén. Ez máig alapot ad a magyarok rovására elkövetett filmbeli élcelődésekre (Gogolák Laci és Jani, Zoltan Szabo, vagy Kiri Vinokurt: „Alig értettem a saját akcentusomatǃ”). Bár az őrült tudós filmbeli motívuma kezdetben orvosokra vonatkozott, ekkorra részben áttolódott a világot elpusztítani kész és képes tudósokra, és bár az Amerikába vándorolt magyar fizikusok híressé váltak, ennek ellenére ezek a karakterek ritkán magyarok. Pl.:
- A láthatatlan sugár (The Invisible Ray, 1936, rendezte: Lambert Hillyer) Dr. Janos Rukh – Boris Karloff, Diane Rukh – Frances Drake, Rukh mama – Violet Kemble Cooper

Annak ellenére, hogy a Drakula-történetek Erdélyben játszódnak, és a vonatút akkoriban kizárólag Magyarországon keresztül vezetett, teljesen hiányoznak a magyar karakterek. Bár az közismert volt, hogy Drakula leghíresebb alakítója, Lugosi Béla magyar. (A regényben utalás található Vámbéry Árminra.)
- A farkasember (The Wolf Man, 1941, rendezte: George Waggner) Béla, a cigányember – Lugosi Béla

James Joyce Ulysses (1922) című regényének főhőse, Blum úr magyar származású. Apja Szombathelyről vándorolt ki Írországba. A történet 1904 nyarán játszódik. A műből több filmes feldolgozás született.
- A Festival című angol tévéfilmsorozat Bloomsday című epizódja (1964, rendezte: Henric Hirsch) Leopold Bloom – Milo O’Shea
- Ulysses (angol-amerikai film, 1967, rendezte: Joseph Strick) Leopold Bloom – Milo O’Shea
- Erin éreintée (FF francia rövidfilm, 1967, rendezte: Jean-Paul Aubert) Leopold Bloom – Jean-Paul Aubert?[35]
- Uliisses (nyugatnémet film, 1982, rendezte: Werner Nekes) Bloom úr – Armin Wölfl[36]
- Bloom (ír film, 2003, rendezte: Sean Walsh) Leopold Bloom – Stephen Rea

Az ír közvélemény magyarok iránti 19. századi érdeklődésének és szimpátiájának oka a hasonló történelmen kívül, hogy az ír hazafiak egy része az 1867-es osztrák–magyar kiegyezéshez hasonló megoldást az írek számára is elfogadható megoldásnak tartott.
Nagy nemzetközi nézettséget és sikert értek el a Sissi filmek (Sissi – A magyarok királynéja) (Sissi, írta és rendezte: Ernst Marischka) amelyekben több magyar szereplő jelenik meg a háttérben:
- Sissi – Az ifjú császárné (Sissi – Die junge Kaiserin, 1956) Graf Andrassy – Walther Reyer, Gräfin Esterhazy – Helene Lauterböck
- Sissi – Sorsdöntő évek (Sissi – Schicksalsjahre einer Kaiserin, 1957) Graf Andrassy – Walther Reyer, Graf Batthyani – Peter Neusser

Érdekes Agatha Christie 1935 decemberében játszódó Poirot-története, a Gyilkosság az Orient expresszen (Murder on the Orient Express, 1934), amelyben egy magyar diplomata, Andrényi gróf szerepel a feleségével. Ebből a regényből is több film született:
- Gyilkosság az Orient expresszen (Murder on the Orient Express, 1974, angol film, rendezte: Sidney Lumet) Rudolph Andrenyi gróf – Michael York, Elena Andrenyi grófnő – Jacqueline Bisset (Az eredeti angol nyelvű változatban a film elején rövid párbeszéd zajlik Pierre (Jean-Pierre Cassel) a hálókocsikalauz és Andrenyi gróf (Michael York) között magyarul.)
- Agatha Christie: Poirot – Gyilkosság az Orient expresszen (Murder on the Orient Express, amerikai film, rendezte: Philip Martin) Andrenyi gróf – Stanley Weber, Andrenyi grófnő – Elena Satine
- Gyilkosság az Orient expresszen (Murder on the Orient Express, 2017, amerikai film, rendezte: Kenneth Branagh) Rudolph Andrenyi gróf – Sergei Polunin, Elena Andrenyi grófnő – Lucy Boynton

Viszont a 2001-es Carl Schenkel rendezésében, azonos címmel bemutatott filmben Andrényiék helyett Philip és Helena von Strauss szerepel.
Megfigyelhető, hogy ezekben a filmekben a magyar karakterek ritkán negatívak. Még az ezerkilencszázhetvenes-nyolcvanas évek fordulója körül a jugoszláv filmekben, tévéfilmekben megjelenő magyarica karakter (Мађарица, mađarica – magyar lány, Magyarka), a jugoszláviai magyar nemzetiségi, kikapós fiatal nő típusa is inkább csak bántóan általánosító és nem kifejezetten ellenséges. Az Észak-Amerikában a magyarokra és kelet-európaiakra a századforduló óta használt csúfnév, a Hunky előfordulása sem jellemző. Az Azok a 70-es évek show egyik részében (7. évad, 14. epizód, 16:00) zajló párbeszédben a női szereplő felháborodásra utaló gesztusokkal reagál, amikor azt hiszi (hunsky: százdolláros), a másik szereplő a magyarok csúfnevét használja:
Bob: I got a hunsky riding on it.
Kitty: We call them Hungarians now, Bob.
A magyar filmipar fellendülésével a 2010-es évektől a koprodukciókban (Végállomás, 2018), de kifejezetten külföldi filmekben (Die Hard – Drágább, mint az életed) a magyar színészeken, statisztákon kívül megjelennek magyarországi helyszínek és kellékek is. Így már a magyar nézők sem lepődnek meg különösebben, ha egy amerikai filmben feltűnik egy 70-es évekbeli magyar elemes ventillátor (Mindenképpen talán), egy mackó alakú mézesflakon, egy jellegzetesen magyar rádiókészülék vagy egy Rubik-kocka.

## Rubik-kocka
A Rubik-kocka eléggé ritkán és akkor is csak pár pillanatra jelenik meg játékfilmekben. Többnyire a kort, a nyolcvanas éveket behatároló jelként tűnik fel. Kivételt képez A boldogság nyomában (The Pursuit of Happyness, 2006) című Chris Gardnerről szóló amerikai életrajzi film, amelyben viszonylag hosszabban szerepel. Illetve a Hé, haver, hol a kocsim? című amerikai akció-vígjátékban a Koituszi Transzvensztátor akkor jelenik meg, amikor Chester (Seann William Scott) végre kirakja a földönkívüli Rubik kockát. A Ready Player One című 2018-ban bemutatott sci-fiben a Zemeckis kocka ha kirakják, visszaviszi az Oázis virtuális világát egy perccel korábbi állapotába.
Más filmekben a szereplő intelligenciáját jelzi, előlegezi meg (pl. Snowden, 2016).
A Kettős játékban (2009) a kémek azonosítják egymást Rubik-kocka alakú kulcstartóval. A Nagyfiúk 2.-ben (2013) Rubik-kocka alakú óriási torta látható pár pillanatra.
Érdekes színfolt lenne A nagy Lebowski (The Big Lebowski, 1998) amelyben legalábbis az eredeti forgatókönyv szerint Jeff Lebowski (Jeff Bridges) azaz „Töki” magyar származású, a Rubik-kocka feltalálójának (Rubik Ernő) rokona, örököse, de a filmben ez a motívum már nem jelenik meg.
Az Agymenők egyik epizódjában Sheldon Rubik Ernőt is meg akarja hívni Penny és Leonard esküvőjére.

## A magyar emigráció
A kérdés fontos összetevője, hogy a magyar filmgyártás a kezdetektől a világ élvonalába tartozott, és az első világháború után rengeteg szakember távozott Magyarországról és vállalt szerepet a különféle országok filmgyártásában, és nem csak Németországban, Angliában és Hollywoodban.
Így jelenik meg gyakrabban a magyar emigráns alakja is. (Amerikában még a tudósok előtt két közismerten híres magyar emigráns alapozta mindezt meg Lugosi Bélán és a többi filmesen kívül: Molnár Ferenc és Bartók Béla.)
Mint például Graham Greene Az isztambuli vonat (The Stamboul Train, 1932) című regényében Dr. Czinner. A regényből két film is készült:
- Orient Express, 1934, amerikai film, rendezte: Paul Martin) Dr. Richard Czinner – Ralph Morgan
- Az isztambuli vonat ( Il treno per Istambul, négyrészes olasz–magyar tévéfilmsorozat, 1977, rendezte: Gianfranco Mingozzi) Dr. Zinner István – William Berger

John Berger, aki az ismert modern írók közül két könyvében is szerepeltet magyarokat, és több film forgatókönyvírója is volt Alain Tanner svájci filmrendező számára, filmen nem szerepeltetett magyarokat.
(A Korunk festőjének főszereplője emigráns magyar festő, de díjnyertes regényében, a G.-ben is szerepelnek magyarok.) A külföldön élő magyar festő egyébként szintén közismert típus Munkácsy óta. (Victor Vasarely, Szász Endre, ...)
Különös módon viszont a történelmi személyiségek – akikről a nyugati néző nyilván rendszeresen vagy legalábbis gyakrabban hallott – szerepeltetése is nagyon ritka. Sem Horthy, sem Kádár, sem Nagy Imre nem jelenik meg játékfilmekben. Kivétel a Mindszenty József peréről készült film (Guilty of Treason, ’Az árulás bűne’, 1949), amelyben a bíboroson kívül megjelenik Rákosi Mátyás, Péter Gábor és Tímár István ÁVH ezredes is.

## Magyar karakterek a szomszédos országok filmművészetében
Figyelmet érdemel a többi környező ország filmművészete is, ahol jelentős magyar kisebbség él, magyar karakterek mégis ritkán szerepelnek. Illetve gyakran olyan névvel, ami nem egyértelműen magyar (Mária, …). Még a magyar származású vagy magyar vendégszínészek is többnyire helyi karaktereket alakítanak (Sörgyári capriccio, Az én kis falum, …). Akcentus esetén szinkronizálva.

## Magyar koprodukciók
- Nyaralás Piroskával (Ferien mit Piroschka, NSZK-osztrák-magyar koprodukció 1965, Franz Josef Gottlieb) Ilona – Liselotte Bav, Verwalter Ferenc – Bujtor István, Katalin – Gobbi Hilda, Pali bácsi – Görbe János, Karin – Tordai Teri
- Az aranyfej (The Golden Head, magyar–amerikai koprodukció, 1964, rendezte: Richard Thorpe)
- Bolondos vakáció (Frumoasele vacante, magyar–román koprodukció, 1968, rendezte: Makk Károly)
- Vámmentes házasság (Tullivapaa avioliitto, magyar–finn filmdráma, 1980, rendezte: Zsombolyai János)
- A svéd, akinek nyoma veszett (Der Mann, der sich in Luft auflöste, Mannen som gick upp i rök, NSZK–magyar–svéd krimi, 1980, rendezte: Bacsó Péter) Szluka őrnagy – Bács Ferenc és több más magyar karakter. A regénynek megfelelően nagyrészt Budapesten játszódik.
- Amerikai rapszódia (An American Rhapsody, amerikai–magyar filmdráma, 2001, rendezte: Gárdos Éva) Zsuzsa – Scarlett Johansson, Margit – Nastassja Kinski, …
- Redl ezredes (Oberst Redl, magyar–német–osztrák–jugoszláv filmdráma, 1985, Szabó István)

A már említett alábbi filmek mellett:
- A Pál utcai fiúk (1969, amerikai-magyar koprodukció, rendezte: Fábri Zoltán)
- Az isztambuli vonat ( Il treno per Istambul, négy részes olasz–magyar tévéfilmsorozat, 1977, rendezte: Gianfranco Mingozzi, Fsz.: Dr. Zinner István – William Berger
- Sándor Mátyás (Mathias Sandorf, 1981, rendezte: Jean-Pierre Decourt) magyar–francia tévéfilm sorozat) Sándor Mátyás – Bujtor István

## Magyar szinkron
Külföldi filmek szinkronizálása során előfordul, hogy az eredetileg is a filmben lévő magyar utalást kiegészítik vagy erősítik, így például az amerikai Kopogd le a fán! (1954) egyik magyar kémje az eredetiben Brodnik, a magyar szinkronban Pakocsán. Esetenként viszont változatlanul hagyják a hibás vagy pontatlan magyar neveket a szinkronban is: a Casablancában a Victor Lazlo nevű szereplő nevét jól érthetően z-vel ejtik, a Minden lében két kanál egyik 1971-es epizódjában (Angie) megforduló Kyle Sandor nevű szereplő nevét szintén angolosan ejtik a magyar szinkronszínészek. Ezek azonban esetlegesek, és semmilyen tendencia nem figyelhető meg ezekkel kapcsolatban.
Viszont a magyar szinkronstúdiók számára néha megoldhatatlan feladat a külföldi filmekben
elhangzó magyar párbeszéd átültetése. A Közönséges bűnözőkben (The Usual Suspects, 1995) megjelenített magyar bűnözők időnként magyarul beszélnek, de erős akcentussal és nyelvtani hibákkal. („Én ismerem ezt az embert” helyett „Én tudom ezt az embert”). A Vasemberben (Iron Man, 2008) azt a megoldást választották, hogy a magyar szinkronos változatban lengyel terroristák szerepelnek és lengyelül hangzik el az eredetiben magyar terroristák párbeszéde. A Szárnyas fejvadászban (Blade Runner, 1982) a magyar szinkron teljesen elfedi hogy Gaff (Edward James Olmos) magyar szavakat kever a beszédébe.
Ezen túlmenően ismert az a jelenség is, amikor az eredeti változatban szereplő (vagy nem szereplő) neveket a szinkron magyar nevekkel váltja fel. A Sörgyári capriccióban (1980) például a serfőzőné „Ne félj, Lacikám!”-mal nyugtatja a vágás előtt álló disznót (2:46), Pepin sógor pedig a következő sort énekli: „Kezdi a rezeda bontani szirmát, kezdi a Jenőke csókolni Irmát" (45:02).

## Magyar szereplők egyéb filmekben
- Don Juan utolsó kalandja (Don Juans letztes Abenteuer, osztrák némafilm, 1918, rendezte: Karl Heiland) Lucian Andrassy – Ferdinand Bonn
- Forradalom az állatkertben (Zoo in Budapest, amerikai romantikus film, 1933, rendezte: Roland V. Lee) A szereplők többsége nyilvánvalóan magyar felismerhetetlen magyar nevekkel.
- Hotel Imperial (Hotel Imperial, amerikai filmdráma, 1939, rendezte: Robert Florey Bíró Lajos színművéből) Nemesy István főhadnagy (Lieutenant Nemassy) – Ray Milland, Pograncz – Egon Brecher, és mások.

A kémtörténet az első világháború idején a keleti fronton, Galíciában játszódik.
- Casablanca (1942, amerikai romantikus háborús filmdráma, rendezte: Kertész Mihály) Victor Laszlo azaz László Viktor – Paul Henreid
- Guilty of Treason (’Az árulás bűne’, 1949, amerikai filmdráma, rendezte: Felix E. Feist) Mindszenty bíboros (Joszef Cardinal Mindszenty) – Charles Bickford, Tímár István (Hungarian State Police Col. Timar) – Berry Kroeger, Hungarian Secret Police Col. Gabriel Peter (Péter Gábor) – Thomas Browne Henry, Hungarian Vice Premier Matyas Rakosi – Nestor Paiva és mások
- Az ászok békére törnek (Los ases buscan la paz, Arturo Ruiz Castillo, 1954) Ladislao Kubala (Kubala László)[45] futballista és mások
- Kopogd le a fán! (Knock on Wood, amerikai vígjáték, 1954, rendezte: Melvin Frank, Norman Panama) Laszlo Gromeck – Leon Askin, esetleg még Papinek (Abner Biberman) (A Pakocsán név a magyar szinkron leleménye.)
- Mielőtt a kakas szól (El canto del gallo, spanyol film, 1955, rendezte: Rafael Gil, producer: Révész Tibor) Müller atya, Ganz és mások. (A film egy meg nem nevezett kelet-európai országban játszódik, de az utalásokból, külső helyszínek feliratai alapján egyértelműen beazonosítható Magyarország.)
- Gyakran gondolok Piroskára (Ich denke oft an Piroschka, 1955, rendezte: Kurt Hoffmann Hugo Hartung regényéből) Piroschka Rácz – Liselotte Pulver és a többi szereplő is magyar karakter. A színészek közül csak Eva Karsay magyar származású Judith szerepében.
- A herceg és a táncosnő (The Prince and the Showgirl, angol–amerikai romantikus vígjáték, 1957, rendezte: Laurence Olivier) Károly (Charles) régens herceg (Laurence Olivier) az eredeti angol nyelvű változatban az egyik jelenetben magyarul beszél Elsiehez (Marilyn Monroe).
- Vérrapszódia (Rapsodia de sangre, spanyol film, 1957, rendezte: Antonio Isasi-Isasmendi) Lenina Kondor – Maria – María Rosa Salgado, Pulac Andras – Vicente Parra, Janos Kondor – Malte Jaeger
- Svejk, a derék katona 2. – Alázatosan jelentem, már megint itt vagyok! (Poslusne hlásím, csehszlovák vígjáték, 1958, rendezte: Karel Steklý) Magyar katona (Madarský infanterista) – Vlastimil Brodský
- Az utazás (The Journey, 1959, amerikai film, Tábori György (George Tabori) művéből, rendezte: Anatole Litvak) Paul Kedes – Jason Robards, Eva – Anouk Aimée, Jacques Fabbry – Maurice Sarfati és mások.
- Menschen von Budapest (NDK tévéfilm, 1960, rendezte: Fritz Wisten, írta: Mesterházi Lajos) Mónika – Marion van de Kamp, Sándor – Wilfried Ortmann és mások
- Song Without End (amerikai életrajzi film, 1960, rendezte: Charles Vidor és George Cukor) Franz Liszt – Dirk Bogarde, Anna Liszt – Katherine Squire
- James Bond – Goldfinger (Goldfinger, brit kalandfilm, 1964, Guy Hamilton) Auric Goldfinger (Gert Fröbe) karakterét Ian Fleming a magyar származású híres építészről, Goldfinger Ernőről mintázta, azonban a filmben semmi sem utal arra, hogy magyar származású lenne.[46]
- My Fair Lady (My Fair Lady, 1964, amerikai film, rendezte: George Cukor) Zoltan Karpathy[17] – Theodore Bikel
- Akasztottak erdeje (Padurea spânzuratilor, román filmdráma, 1965, rendezte: Liviu Ciulei Liviu Rebreanu azonos című regényéből) Klapka százados – Liviu Ciulei, Ilona – Széles Anna, Varga főhadnagy – Csíky András, Vidor – Kiss László
- Ég veled, drágám! (Drop Dead Darling, angol vígjáték, 1966, rendezte: Ken Hughes) Gigi (Eszterházy Ilona Katalin Mária) – Gábor Zsazsa, zenekar – Kunstler Tibor és Cigányzenekara, esküvői vendégek és mások. Az angol eredetiben is az esküvői jelenetben a polgármester? (vőfély?) magyarul mondja a beszédét és ki tudja milyen népszokás szerint vérszerződéssel pecsételik meg a frigyet.
- James Bond – Őfelsége titkosszolgálatában (On Her Majesty’s Service, brit kalandfilm, 1969, rendezte: Peter R. Hunt) Nancy[47] – Catherine Schell
- Minden lében két kanál (The Persuaders!, (1971–1972) Az Angie, Angie (Angie… Angie, 1971) című epizódban: Kyle Sandor – John Alderson. Nincs rá utalás sem, hogy magyar származású lenne, és a nevet a magyar szinkronos változatban is a Senderhez hasonlóan ejtik (kb. [zendör]).
- The Protectors (’A pártfogók’, angol tévéfilm sorozat, 1972–1974) Brother Hood című epizód, (1972, rendezte: Don Chaffey) Bela Karoleon – Patrick Troughton, Sandor Karoleon – Vladek Sheybal, Maria Karoleon – Jill Balcon

- Border Line (’Határ’) című epizód, 1973, rendezte: Charles Crichton) Ilona Tabori – Georgia Brown, Zoltan Kolas – Oskar Homolka, Adam Markos – Phil Brown, Egyik magyar határőr – Vernon Gábor, Másik magyar határőr – Petar Vidovic, Magyar parasztasszony – Elizabeth Balogh

- Colditz (’Colditz’, amerikai tévéfilm sorozat, 1972–1974) Senior American Officer (’Amerikai főtiszt’, 1974, rendezte: Philip Dudley) című epizód: Ustasy János tábornok – George Pravda, magyar őrnagy – Bernard Mistovski, magyar ezredes – Vernon Gábor
- Erkölcstelen mesék (Contes immoraux, 1973, rendezte: Walerian Borowczyk) Elisabeth Bathory – Paloma Picasso, Istvan – Pascale Christophe
- James Bond – Élni és halni hagyni (Live and Let Die, brit kalandfilm, 1973, rendezte: Guy Hamilton) A magyar ENSZ-küldött – Vernon Gábor
- Akció az elnök ellen (Executive Action, amerikai politikai krimi, 1973, rendezte: David Miller) Teller Ede (Dr. Edward Teller) archív bejátszásban.
- Lisztománia (Lisztomania, angol zenés vígjáték, 1975, rendezte: Ken Russell) Franz Liszt – Roger Daltrey
- You're on Your Own (’A magad ura vagy’, angol tévéfilm sorozat, 1975–1976) Value for Money (1975) című epizód: Peter Kovacs – Shane Rimmer, Kiss – Vernon Gábor, Kertesz – Jacob Witkin
- James Bond – A kém, aki szeretett engem (The Spy Who Loved Me, brit kalandfilm, 1977, rendezte: Lewis Gilbert) Sandor – Milton Reid minden egyéb magyar vonatkozás említése nélkül.
- Mind Your Language (’Ügyelj az anyanyelvedre’, angol tévéfilm sorozat, 1977–1986, rendezte: Stuart Allen) Zoltan Szabo – Vernon Gábor (Az 1978-ban bemutatott második évad mind a nyolc epizódjában.)
- Ö.K.Ö.L. (F.I.S.T., amerikai bűnügyi film, 1978, rendezte: Norman Jewison, írta: Joe Eszterhas) Johnny Kovak – Sylvester Stallone, Bernie Marr – Ken Kercheval („– Beszélsz magyarul? – Jobban, mint angolul.”)
- A nagy umbulda (The Big Fix, amerikai bűnügyi vígjáték, 1978, rendezte: Jeremy Kagan) Randy Eszterhas? – Ron Rifkin
- Érett nők dicsérete (In Praise of Older Women, kanadai filmdráma, 1978, írta: Stephen Vizinczey, rendezte: George Kaczender) Fsz.: Andras Vayda – Tom Berenger és több más szereplő.
- BBC2 Playhouse (106 részes brit televíziós filmsorozat, 1974-1979, 7. évad (1978) 19., Unity című rész, rendezte: James Cellan Jones ) Janos Almasy[48] – Hans Meyer, Marie Almasy – Brigitte Kahn
- Quest of Eagles (7 részes brit televíziós filmsorozat, 1979, rendezte: Bob Hird, az 5., Memories és a 6., Chase című epizódban) Sandor – Hans Meyer
- Oppenheimer (Oppenheimer, angol-amerikai tévéfilm sorozat, 1980, rendezte: Barry Davis) Edward Teller – David Suchet, Leo Szilard – Vernon Gábor
- Wagner (Wagner, angol-osztrák-magyar életrajzi tévéfilmsorozat, 1981-1984) Franz Liszt – Ekkehard Schall, Count Zichy – Mirco Caenazzo
- Szárnyas fejvadász (Blade Runner, amerikai sci-fi, 1982, rendezte: Ridley Scott) Gaff – Edward James Olmos. Az Olmosszal készült interjú szerint az eredeti koncepcióval ellentétben a rendező által biztosított szabadságát kihasználva ő alakította a karaktert magyar származásúvá.[49]
- James Bond – Soha ne mondd, hogy soha (Never Say Never Again, brit-amerikai-nyugatnémet kalandfilm, 1983, rendezte: Irvin Kershner) Dr. Kovacs (Milos Kirek),[50] a SPECTRE, vagyis a terroristák atomfegyver szakértője minden magyar vonatkozás említése nélkül.
- Florida, a paradicsom (Stranger Than Paradise, 1984, amerikai–NSZK filmdráma, rendezte: Jim Jarmusch) Willie (valódi keresztneve Béla) – John Lurie, Eva – Bálint Eszter, Lotte néni – Cecillia Stark
- Valóságos zseni (Real Genius, 1985, amerikai film, rendezte: Martha Coolidge) Lazlo Hollyfeld – Jon Gries (minden egyéb magyar vonatkozás említése nélkül)
- MacGyver (MacGyver, amerikai-kanadai televíziós bűnügyi akciófilmsorozat A budapesti tolvaj (Thief of Budapest) című epizódja (1S03E), 1985, rendezte: John Patterson) Jan Messic felügyelő – Michael Constantine, Jana – Kelly McClain és mások, a film szerint budapesti helyszíneken.
- Féltékenység (Heartburn, amerikai film, 1986, rendezte: Mike Nichols) Laszlo a vállalkozó – Yakov Smirnoff
- James Bond – Halálos rémületben (The Living Daylights, brit kalandfilm, 1987, rendezte: John Glen) Rosika Miklos – Julie T. Wallace
- Hanna háborúja (Hanna's War, amerikai életrajzi filmdráma, 1988, rendezte: Menahem Golan) Szenes Hanna (Maruschka Detmers) és több magyar karakter. Egy részüket magyar színészek alakítják.
- Snack Bar Budapest (1988, olasz film, rendezte: Tinto Brass) Magyar hölgy – Katalin Murany
- Fat Man és Little Boy (Fat Man and Little Boy, amerikai filmdráma, 1989, rendezte: Roland Joffé) Leo Szilard – Gerald Hiken, Edward Teller – Barry Yourgrau
- Szellemirtók 2. (Ghostbusters II, amerikai akció vigjáték, 1989, rendezte: Ivan Reitman) Dr. Janosz Poha – Peter MacNicol (minden magyar vonatkozás említése nélkül)
- Music Box (Music Box, amerikai bűnügyi film, 1989, rendezte: Costa-Gavras, írta: Joe Eszterhas) Mike Laszlo – Armin Mueller-Stahl, Magda Zoldan – Törőcsik Mari, Karchy Laszlo – Michael Rooker, és mások.
- Wie gut, dass es Maria gibt (német tévéfilm sorozat, 1991, Eine Kirche auf Rädern című epizód) Fekete Iván – Mezey Lajos, magyar fogadósnő – Bakó Márta, magyar sofőr – Benkóczy Zoltán és mások.
- La Dame de Berlin (’A berlini hölgy’, hat részes francia televíziós filmsorozat, 1991, rendezte: Pierre Boutron) Boro (Blèmia Borowicz) – Robin Renucci, Maryika – Giulia Boschi. Dan Franck és Jean Vautrin azonos című regényéből. Boro, a magyar származású fotóriporter mintája egyes források szerint Robert Capa volt. Más források szerint azonban az életrajzi adatok inkább Aigner Lászlóra illenek.
- Maigret (Maigret, francia-belga-svájci tévéfilmsorozat 6. rész – Éjszaka az útkereszteződésben (2S2E, Maigret et la nuit du carrefour), 1992, rendezte: Alain Tasma és Bertrand Van Effenterre) Else Andersen (Sunnyi Melles) a film szerint valójában Juhász Ilona néven született Budapesten.
- Das Nest (’A fészek’, német romantikus televíziós vígjáték sorozat, 1992) Katalina Puskas – Földesi Judit
- Ed Wood (Ed Wood, 1994, ff amerikai életrajzi film, rendezte: Tim Burton) Lugosi Béla – Martin Landau
- Tombstone – A halott város (Tombstone, amerikai western, 1993, rendezte: George P. Cosmatos, Kevin Jarre) Kate (Joanna Pacula), Doc Holiday (Val Kilmer) magyar származású barátnője. Doc Holliday mondja Kate-nek: „Édes kis magyar ördögöm!”
- My Girl 2 – Az első igazi kaland (My Girl 2, 1994, amerikai film, rendezte: Howard Zieff) Rose Zsigmond – Christine Ebersole, Nick Zsigmond – Austin O’Brien, és egy Budapest nevű autószerelő műhely.
- Die Hard – Az élet mindig drága (Die Hard with a Vengeance, 1995) Mathias Targo, a magyar hadsereg egykori tisztje, aki később az irániak által támogatott terroristák robbantási szakértője lett (Nick Wyman).

Az alternatív befejezésben viszont Simon Gruber (Jeremy Irons) beszél magyarul erős akcektussal a magyar pincérekkel.
- Közönséges bűnözők (The Usual Suspects, 1995, rendezte: Bryan Singer) Magyar gengszterek, Arkosh Kovash – Morgan Hunter. Esetleg még a magyar tolmács (Ken Daly) vagy Strausz (Louis Lombardi), nevének a magyar helyesírás szerint torzított írásmódja alapján.
- Játék és valóság (Scoring, amerikai misztikus thriller, 90 perc, 1995, rendezte: Paul Thomas) Eric Lazlo egy filmes zeneszerző (Mark S. Porro)
- Legend (’Legend’, amerikai televíziós vadnyugati sci-fi vígjáték sorozat, 1995) Janos Bartok, magyar tudós – John de Lancie
- Mielőtt felkel a Nap (Before Sunrise, osztrák–amerikai–svájci romantikus dráma, 1995, rendezte: Richard Linklater) Céline (Julie Delpy) és Jesse (Ethan Hawke) a Budapestről Bécsbe tartó vonaton ismerkednek össze. Céline Budapesten látogatta meg a nagymamáját, de így, konkrétumok nélkül nem teljesen bizonyos, hogy magyar származású lenne. A film a Mielőtt lemegy a Nap és a Mielőtt éjfélt üt az óra című filmek előzménye.
- Drakula halott és élvezi (Dracula: Dead and Loving It, amerikai vígjáték, 1995, rendezte: Mel Brooks) karmester – Zale Kessler

Az eredeti angol nyelvű változatban Drakula talán azt mondja magyarul csaknem érthetetlen akcentussal:
Drakula: Mert rég (?) te vén Kovács! Play the Csárdás!
(Magyar szinkron szerint: „Mutassunk nekik még valamit, jó? Maestro! Csárdást!)”
Karmester: Csárdás!
- Az angol beteg (The English Patient, 1996, rendezte: Anthony Minghella) gróf Almásy László (Count Laszlo de Almásy) – Ralph Fiennes
- Idegroncs-derbi (Carpool, amerikai vígjáték, 89 perc, 1996, rendezte: Arthur Hiller) A film főszereplője Franklin Laszlo (Tom Arnold).
- Éjfél a jó és a rossz kertjében (Midnight in the Garden of Good and Evil, amerikai krimi, 1997, rendezte: Clint Eastwood) Geza Von Habsburg – Michael O’Hagan. Ilyen keresztnévvel nyilván a magyar ágból, talán József nádor rokonságából.
- Hazudozni Amerikában (Telling Lies in America, amerikai film, 1997, rendezte: Guy Ferland) Karchy Jonas – Brad Renfro, Dr. Istvan Jonas – Maximilian Schell
- A nagy Lebowski (The Big Lebowski, 16 év, amerikai-angol vígjáték, 117 perc, 1998, rendezte: Joel Coen) Az eredeti forgatókönyv szerint Jeff Lebowski (Jeff Bridges) azaz „Töki” magyar származású, a Rubik-kocka feltalálójának (Rubik Ernő) rokona. A filmben azonban ez a motívum már nem jelenik meg.
- Ryan közlegény megmentése (Saving Private Ryan, 1998, rendezte: Steven Spielberg) Horvath őrmester – Tom Sizemore
- eXistenZ – Az élet játék (eXistenZ, 1999, rendezte: David Cronenberg) Landry (James Kirchner), Kiri Vinokur (Ian Holm) asszisztense. De lehet, hogy Kiri Vinokur magyar, de az ő neve még kevésbé magyaros. Az eredeti angol változatban is magyarul mondja az asszisztensének elgondolkodva: „Köszönöm… Köszönöm… Köszönöm…” de nem derül ki, hogy ő magyar, vagy a magyar asszisztensének kedveskedik a magyarul. Továbbá egyesek a magyar származású producerek szándékának tulajdonítják, hogy a címben felfedezhető a magyar „isten” szó, de ez már inkább belemagyarázásnak tűnik.
- Tágra zárt szemek (Eyes Wide Shut, amerikai film, 1999, rendezte: Stanley Kubrick) Sandor Szavost – Sky Dumont
- A Thomas Crown-ügy (The Thomas Crown Affair, amerikai krimi, 1999, rendezte: John McTiernan) Janos (a filmben Janni) – Ritchie Coster. Román (nyilván romániai magyar) trükkös műkincsrabló. Valamint Thomas Crown (Pierce Brosnan) említi Houdinit.
- A múmia (The Mummy, 1999, rendezte: Stephen Sommers) Beni Gabor – Kevin J. O’Connor. Egy magyar származású volt idegenlégiós. Az angol nyelvű változat jelenetében azt mondja magyarul: „Piszkos állat.”
- Hármasban szép az élet (Three to Tango, ausztrál-amerikai romantikus vígjáték, 1999, 98 perc, rendezte: Damon Santostefano) Oscar Novak[52][53] – Matthew Perry, és akkor nyílván az apa, Edward Novak (Roger Dunn), és lehet, hogy az édesanyja is (Jenny Novak – Barbara Gordon).
- Bérgyilkos a szomszédom (The Whole Nine Yards, 2000, rendezte: Jonathan Lynn) A Gogolák banda, Gogolák Jani (Janni Gogolak) – Kevin Pollak, magyar gengszter – Johnny Goar
- Új faj (The Breed, 2000, amerikai film. rendezte: Michael Oblowitz) Dr. Bathory – Dianna Camacho
- Vírusbosszú (Contaminated Man, 2000, rendezte: Anthony Hickox) Magyarországon játszódik Budapest mellett egy víruslaborban 1986-ban. Alma – Nagy Mari, Alma barátja – Vincze Gábor
- Chicago (Chicago, 2002, rendezte: Rob Marshall) Helinszki Katalin (Hunyak) – Ekaterina Chtchelkanova (Erős orosz akcentussal egy magyar nyelvű dalt is elénekel a filmben.)
- Alias (Alias, amerikai krimisorozat, a Budapesti kaland (The Indicator) című epizód (S02E05), 2002, rendezte: Ken Olin) Sydney Bristow (Jennifer Garner) mondja az eredeti angol nyelvű változatban magyarul: „Ez nem lesz probléma. Beszélek magyarul.” Itt említi meg, hogy a nagyszülei tanították meg magyarul. Ezek szerint magyar származású szereplő.
- Dracula (két részes olasz–német horrorfilm, 2002, rendezte: Roger Young) Magyarországon játszódik és itt is vették fel több magyar színész bevonásával, és magyar karakterek is szerepelnek benne.
- Szívek szállodája (Gilmore girls, 2002, Jól csinálod, Hókuszpók (That'll Do, Pig) című (S03E10) epizód, rendezte: Jamie Babbit) magyar vendégcsoport a szállodában. Michelnek (Yanic Truesdale) a szállodában vendégeskedő magyaroknak szóló, szótárból összeügyeskedett köszöntője így hangzik az angol eredetiben: „A ti országotok tele van csúnya emberekkel.” A magyar szinkron szerint: „Magyarország tele van csúnya emberekkel.”
- Underworld (amerikai-angol-német-magyar thriller, 2003, rendezte: Len Wiseman) Zsuzsa – Judit Kuchta, Timea – Vanessa Nagy és mások.
- Porrá zúzott álmok (Out of the Ashes, 2003, amerikai tévéfilm, rendezte: Joseph Sargent) Perl Gizella (Dr. Gisella Perl) – Christine Lahti. Szülei, családtagjai, rokonai, máramarosszigeti ismerősei.
- Már megint bérgyilkos a szomszédom (The Whole Ten Yards, 2004, rendezte: Howard Deutch) Gogolák Klán, Lazlo – Kevin Pollak. Gogolák mama az eredeti angol nyelvű változatban magyarul kínálja Cynthiát bejglivel.
- Mielőtt lemegy a Nap (Before Sunset, amerikai romantikus dráma, 2004, rendezte: Richard Linklater) Céline – Julie Delpy. A film a Mielőtt felkel a Nap folytatása, és a Mielőtt éjfélt üt az óra 2013-as film előzménye.
- Aviátor (The Aviator, német-amerikai életrajzi filmdráma, 2004, rendezte: Martin Scorsese) George Cukor pár pillanatra Katharine Hepburn (Cate Blanchett) mögött egy filmjük forgatási szünetében.
- Kocka 3. (Cube Zero, 2004, rendezte: Ernie Barbarash) Bartok – Richard McMillan (az egyik alany. Minden más magyar vonatkozás említése nélkül.)
- Underworld: Evolúció (Underworld: Evolution, amerikai-kanadai-magyar thriller, 2006, rendezte: Len Wiseman) Hírolvasó – Monica Hamburg (Az angol nyelvű változatban enyhe akcentussal olvassa fel a híreket magyarul az eltűnt orvostanhallgatóval kapcsolatosan). Több más, az első részből megismert szereplő.
- Túszdráma (Hostage, amerikai-német krimi, 2005, rendezte: Florent-Emilio Siri) Kovak – Randy McPherson.
- Csapatleépítés (Severance, brit-német-magyar horror-vígjáték, 2006, rendezte: Christopher Smith) Sofőr – Craig Hudson és más magyar szereplők. A sofőr az egyik jelenetben a Már minálunk babám című magyar nótát énekli.
- A Cég – A CIA regénye (The Company, 2007, három részes amerikai minisorozat, rendezte: Mikael Salomon) Zoltan – Gergo Danka, ÁVH százados – Papp Zoltan, Arpad Zelk – Misel Maticevic, Elizabeth Nemeth – Natascha McElhone és mások
- A vasember (Iron Man, 2008, rendezte: Jon Favreau) Magyar terroristák (Az eredeti angol nyelvű változatban magyarul hallható egy rövid párbeszéd. A magyar szinkronos változatban viszont lengyel terroristák szerepelnek és lengyelül hangzik el az eredetileg magyar nyelvű párbeszéd.)
- A szállító 3. (Transporter 3, francia-amerikai-ukrán krimi, 2008, rendezte: Olivier Megaton) A film egy része Budapesten játszódik (ott is forgatták) amiben magyar karakterek is megjelennek és magyar szöveg is elhangzik.
- Watchmen: Az őrzők (Watchmen, amerikai-angol-kanadai akciófilm, 2009, rendezte: Zack Snyder) Walter Kovacs azaz Rorschach – Jackie Earle Haley, minden egyéb magyar vonatkozás említése nélkül. Sylvia Glick azaz Sylvia Kovacs fia. Az eredeti történet szerint valójában nem vér szerinti fia Peter Joseph Kovacsnak, de ez a filmből nem derül ki.
- 13-as raktár (Warehouse 13, amerikai sci-fi-fantasy televíziós sorozat, 2009, Mind elbukhatunk (We All Fall Down, 2012, rendezte: Chris Fisher (S04E10) című epizódban) A „Budapesti repülőtéren” biztonsági őrök, ügyfélszolgálatosok és mások. A hangosbemondón az eredeti angol nyelvű változatban magyar szöveg is elhangzik némi angol akcentussal.
- Pokolba taszítva (Drag Me to Hell, 2009, rendezte: Sam Raimi) Mrs. Sylvia Ganush – Lorna Raver (Az eredeti angol nyelvű változatban magyarul mondja: Az Ördög szálljon beléd!)
- Ne nézz fel! (Don't Look Up, amerikai-japán-dél-afrikai horror, 2009, rendezte: Fruit Chan) Béla Olt – Eli Roth, Lila Kis – Rachael Murphy és mások.
- Chuck (Chuck, amerikai akcióvígjáték sorozat, 2007-2012, Chuck Versus the Sandworm (2010) című epizód) Laszlo Mahnovski – Jonathan Sadowski
- Machete (Machete, 2010, rendezte: Ethan Maniquis, Robert Rodriguez) Testőr – Antal Nimród az eredeti angol nyelvű változatban magyarul mondja Machetenek: „És mit szólsz ahhoz, ha megölnélek téged, te kis majom!” (A magyar szinkronos változatban is ugyanez hangzik el.)
- Louie (Louie, 2010, Elevator: Part 1-től 6-ig című epizódok, rendezte: Louis C.K.) Amia – Bálint Eszter. A harmadik részben (Elevator: Part 3) egy rövid jelenetben magyarul beszél Janehez (Ursula Parker).
- Patrick Carman’s Trackers (amerikai rövidfilm, 2010, rendezte: Jeffrey Townsend) Lazlo – Eric Derovanessian
- A varázslótanonc (The Sorcerer’s Apprentice, 2010, amerikai-angol akciófilm, rendezte: Jon Turteltaub) Gondolhatnánk, hogy Maxim Horvath (Alfred Molina) véletlenül kapta a nevét anélkül, hogy az alkotók tudták volna, hogy így csak magyar származású személy neve lehetne. A VIII. században viszont még nyilvánvalóan nem létezhetett. Mégis a magyar vonatkozást valószínűsíti a „magyar tükörcsapda” emlegetése.
- Athena, a titkos ügynökség (Athena: Goddess of War, dél-koreai akciófilm-sorozat, 2010-2011, rendezte: Tae-hun Kim) Budapesten játszódik és magyar karakterek is feltűnnek.
- Athena a titkos ügynökség (Athena, Secret Agency – The Movie, dél-koreai akciófilm, 2011) A sorozathoz hasonlóan Budapesten játszódik és magyar karakterek is szerepelnek benne.
- Shameless – Szégyentelenek (Shameless, 2011, amerikai televíziós sorozat, rendezte: Paul Abbott) magyar nő (Elena Plesa): „Nem értem, mi a ló***t mond. Én nem beszélek angolul.”
- A rítus (The Rite, 2011, amerikai–olasz–magyar horrorfilm, rendezte: Mikael Håfström) Michael Kovak – Colin O’Donoghue, Istvan Kovak – Rutger Hauer, Katalin Kovak – Anikó Vincze (Lucas Trevant atya (Anthony Hopkins) kis akcentussal magyarul mondja: „Szerelmemǃ Virágomǃ Gyönyörűségemǃ”)
- Gyilkos játékok (Assassination Games, amerikai film, 2011, rendezte: Ernie Barbarash) Kovacs – Alin Panc, Bartok – George Remes
- Suszter, szabó, baka, kém (Tinker Tailor Soldier Spy, 2011, rendezte: Tomas Alfredson) francia-angol-német thriller John le Carré 1974-ben megjelent azonos című regénye alapján) Toby Esterhase – David Dencik, Ricki Tarr – Tom Hardy, Magyar összekötő – Mucsi Zoltán, Pincér – Kálloy Molnár Péter és a budapesti helyszínen járókelők és a magyar elhárítás emberei.
- Budapest angyala (El ángel de Budapest, spanyol háborús film, 2011, rendezte: Luis Oliveros). A film Ángel Sanz Briznek állít emléket, aki 1944-ben a spanyol nagykövetség ügyvivőjeként mintegy ötezer magyar zsidót mentett meg a holokauszttól. A film jelentős része Budapesten játszódik, magyar színészek is szerepelnek benne (Szabó Kimmel Tamás, Fenyő Iván, Őze Áron, Agárdi László, Bán János).
- Szulejmán (Muhtesem Yüzyil, török életrajzi-történelmi televíziós sorozat, 2011–2014) II. Lajos magyar király – Kadir Çermik), Andrei (András), a király segítője – Selim Makaroglu, Zapolya (Szapolyai János) – Hakan Atalay, Nikola Yurisic (Jurisics Miklós) – Emin Sentürk, Tomori Pál és mások.
- Csatahajó (Battleship, amerikai sci-fi akciófilm, 2012, Peter Berg) Dr. Nogrady – Adam Godley. Bármilyen más magyar vonatkozás említése nélkül.
- Mielőtt éjfélt üt az óra (Before Midnight, amerikai romantikus dráma, 2013, rendezte: Richard Linklater) Céline – Julie Delpy. A film a Mielőtt felkel a Nap és a Mielőtt lemegy a Nap című filmek folytatása.
- Gyaloglás az ellenséggel (Walking with the Enemy, amerikai címváltozat: The Glass House, román-magyar-kanadai-amerikai filmdráma, 2013, rendezte: Mark Schmidt) A film Magyarországon játszódik a náci megszállás alatt bújkáló zsidók között. A történelmi személyiségek közül megjelenik Horthy (Ben Kingsley), Szálasi Ferenc (Simon Hepworth) és mások.
- Esze vesztett szerelem (Remember Sunday, amerikai romantikus dráma, 2013, rendezte: Jeff Bleckner) Lazlo – Chris Conner Más magyar vonatkozás említése nélkül.
- Bosszútól fűtve (Dead Man Down, 2013, rendezte: Niels Arden Oplev) Victor (valódi nevén Kerick László) – Colin Farrell, Andras – Saul Stein, Gregor – F. Murray Abraham az angol nyelvű eredetiben azt kérdi magyarul: „Ez a kurvák helye?”
- Nyár Magyarországon, 12, (Ein Sommer in Ungarn, német romantikus tévéfilm, 90 perc, 2014, rendezte: Sophie Allet-Coche) Doro – Chiara Schoras, Tamás – David Rott, Ildiko – Teresa Harder, Réka – Tina Engel, Eszter – Marozsán Erika. Egy fodrásznő kalandjai egy idilli kis magyar faluban. A filmet Magyarországon forgatták többségében német színészekkel.
- A Grand Budapest Hotel (The Grand Budapest Hotel, 2014, rendezte: Wes Anderson) Vilmos Kovacs, ügyvéd – Jeff Goldblum
- Gyalogáldozat (Pawn Sacrifice, amerikai-kanadai életrajzi filmdráma, 2014, rendezte: Edward Zwick) Bobby Fischer – Tobey Maguire

Bobby Fischer feltehetően magyar származású volt, és a kilencvenes években nyolc évig Budapesten élt. De ezek a filmből nem derülnek ki. A filmben csak egy budapesti versenyének említése utal Magyarországra.
- A sakkverseny (Le tournoi, francia dráma, 2015, rendezte: Elodie Namer) A film Budapesten játszódik egy nemzetközi sakkversenyen, a Gellért Szállóban, néhány jelenet a Gellért gyógyfürdőben. Max Kovak[54] (Adam Corbier), a magyar sakkcsodagyerek és más magyar sakkozók. Andrea (Viktoria Kozlova), a magyar pincérlány és mások.
- Az Archer animációs sorozat 6. évadának 12–13. részeiben (Drastic voyage I–II., 2015) Archert és csapatát miniatürizálják, és a kómába esett Magyarországról disszidált tudós, a molekuláris miniatürizáció szakértője, Dr. Zoltan Kovacs testébe fecskendezik, hogy a bajt okozó vérrögöt eltávolítsák.
- A kém (Spy, amerikai akcióvígjáték, 2015, rendezte: Paul Feig) Budapesten és a Balatonnál magyar rendőrök és más karakterek, akiket magyar színészek alakítanak.
- Halálos meló (Pound of Flesh, kanadai film, 2015, rendezte: Ernie Barbarash) Zoltan – Philippe Joly
- A Zoo – Állati ösztön című sorozat 2. évadjának 2. részének (Caraquet, 2016) egyik szereplője a mutálódott génállományú Janos Kovacs magyar orvos (alakítója Ryan Handley), aki a 30. percben erős akcentussal magyarul is beszél („Ez az én búcsúm. Szeretlek, Isabella.”). A sorozat további epizódjaiban többször is visszautalnak Kovacsra.
- A góré (Shot Caller, amerikai krimi, 2017, rendezte: Ric Roman Waugh) Jason Horvath – Cru Ennis (Az egyik gengszter minden egyéb magyar vonatkozás említése nélkül.)
- Vörös veréb (Red Sparrow, amerikai kémthriller, 2018, rendezte: Francis Lawrence) – magyar rendőrség, magyar rendőrök, terrorelhárítók és magyar rendszámos rendőrautók is szerepelnek az egyébként Budapesten forgatott filmben (érdekesség továbbá, hogy Anger Zsolt színész a budapesti orosz nagykövetet alakítja).
- Puzzle (Puzzle, amerikai filmdráma, 2018, rendezte: Marc Turtletaub) Ágnes Mata (férjezett neve Ágnes Orosz?) (Kelly Macdonald) és férje magyar bevándorlók gyermeke. Továbbá Eszter[55] (Helen Coxe), Kutash[56] atya (Barry Godin) és esetleg más szereplők is. (Nagynéni, asszonyok a magyar templomban.)[57]
- Ördögi csapda (Greta, amerikai-ír thriller, 2018, rendezte: Neil Jordan) Greta Hideg – Isabelle Huppert. A filmben magyar nyelvű szöveg is elhangzik és vannak más magyar vonatkozsok is. Például Greta Liszt darabokat játszik.
- Hölgyek feketében (Ladies in Black, ausztrál film, 110 perc, 2018, rendezte: Bruce Beresford – Madeleine St. John: The Women in Black című regényéből) István (Vincent Pérez), Rudi Jánosi (Ryan Corr), Miklós és más Ausztráliába emigrált magyar (családnevek: Földes).
- Natale a 5 stelle (’Öt csillagos karácsony’, olasz vígjáték, 2018, rendezte: Marco Risi) Berta Molnar – Osvárt Andrea és mások. Budapesten játszódó és forgatott történet Ray Cooney Üzemen kívül (Out of Order) című színművéből. (Ebből készült a A miniszter félrelép című magyar film is).
- Hackerville (Hackerville, hat részes német-román tévéfilmsorozat, 2018, rendezte: Igor Cobileanski és Anca Miruna Lazarescu) Adam Sandor – Andi Vasluianu egy temesvári rendőr szerepében.
- Gemini Man (Gemini Man, 16 év, amerikai-kínai akciófilm, 117 perc, 2019, rendezte: Ang Lee) Yuri Kovacs – Ilia Volok, Anikó[58] – Szűcs Alexandra és mások. A film hosszabb jelene játszódik Budapesten. Viszont néhány kisebb dramaturgiai, logikai hiba mellett érthetetlen módon a Gemini gyakorlóterén is magyar zászlók láthatók.
- FBI: International (FBI: International, amerikai krimisorozat, 2021–) Az FBI európai kirendeltsége Magyarországon működik Budapest székhellyel. Ennek megfelelően a sorozatban rendszeresen magyar karakterek is megjelennek.

## Magyar vonatkozású utalások
Néhány történetben magyarok csupán említés szintjén jelennek meg.
A Sherlock Holmes-történetekben gyakran említik a Vámpirizmus Magyarországon című fiktív könyvet, és nem is csak az 1924-ben írt A sussexi vámpír című történet megfilmesítéseiben kerül elő, ahol eredetileg emlegetik. Ott egyébként nem is könyv, hanem a „Vámpírok Transsylvaniában” címszóval együtt Holmes esetnaplójában lejegyzett ügyek. (Fiktívek abban az értelemben is, hogy nem léteznek olyan Sherlock Holmes-történetek, amelyekre ezek a címek illenének.)
- Sherlock Holmes: Gyilkos elegancia (Dressed to Kill illetve Sherlock Holmes: Prelude to Murder, 7 év, amerikai krimi, 76 perc, 1946, rendezte: Roy William Neill) Egy népviseletbe öltöztetett antik magyar baba egy árverésen.
- Svejk, a derék katona 2. – Alázatosan jelentem, már megint itt vagyok! (Poslusne hlásím, csehszlovák vígjáték, 1958, rendezte: Karel Steklý). A filmben szereplő magyar katonán kívül egy újsághír kapcsán szóba kerül egy Lola nevű énekesnő, aki a pesti Orfeumban lép fel.
- Szereti ön Brahmsot? (Goodbye Again, 1961, francia-amerikai filmdráma, rendezte: Anatole Litvak). Brahms Három magyar tánc említése és részletek elhangzása a műből. (Brahms életének egyébként sok magyar vonatkozása volt.)
- Maigret és a gengszterek (Maigret voit rouge, francia krimi, 1963, rendezte: Gilles Grangier). Maigret-nek (Jean Gabin) a bárban magyar sört ajánlanak. (A film Georges Simenon: Maigret és a gengszterek (Maigret, Lognon et les gangsters, 1951) című regényéből készült.)
- Alvilági melódia (Mélodie en sous-sol, francia–olasz bűnügyi film, 1963, rendezte: Henri Verneuil) Az egyik jelenetben Jean Gabin és Alain Delon egy magyar szabót emlegetnek.
- Az út vége (End of the Road, amerikai filmdráma, 1970, írta: John Barth, rendezte: Aram Avakian). A pszichológus dolgozószobájában a váltakozva a falra vetített képek között felbukkannak a Köztársaság téri mészárlás fotói.
- Félelem a város felett (Peur sur la ville, francia–olasz akcióthriller, 1975, rendezte: Henri Verneuil). Papp Laci említése a vendéglő bárrészének falára kitűzött fotó kapcsán.
- Vannak még csodák (Miracles Still Happen, amerikai–olasz film, 1976, rendezte: Giuseppe Scotese). A megtörtént események alapján forgatott filmben emlegetik, hogy a repülőgép szerencsétlenség egyetlen túlélője, Juliane Koepcke olvasta Molnár Gábor könyveit, és ezért tudta, hogyan lehet kijutni az Amazonasi őserdőből lakott területre. (Ezt maga a túlélő, Juliane Koepcke is megerősítette a vele készült interjúban.)
- A hétszázalékos megoldás (The Seven-Per-Cent Solution, amerikai-angol krimi, 109 perc, 1976, rendezte: Herbert Ross)

Sherlock Holmes mondja Sigmund Freudról: „Az akcentusa szerint magyar vagy morva születésű.” Lola Deverauxnak (Vanessa Redgrave): „Nem tudtam hogy Budapestre készül.” Továbbá a vonatos üldözés is nyilván Magyarországon folyik legalábbis részben.
- Harmadik típusú találkozások (Close Encounters of the Third Kind, amerikai sci-fi, 1977, rendezte: Steven Spielberg). A Kodály-módszer sajátos alkalmazása.
- Zoltán, Drakula kutyája (Zoltan, Hound of Dracula, amerikai–olasz horrorfilm, 1977, rendezte: Albert Band). Ezzel a névvel talán a magyar származású munkatársak, az utómunkában részt vevő magyarok vagy Michael Pataki színész kacsintott haza.
- Csillagporos emlékeim (Stardust Memories, amerikai vígjáték, 1980, írta és rendezte: Woody Allen). „Soha, soha életemben nem láttam ilyen szexis hegedűművészt. De komolyan. Többnyire emigráns magyarok.”
- Szellemirtók (Ghostbusters, amerikai akció vígjáték, 1984, rendezte: Ivan Reitman). Ivo Shandor a Gozer-imádó szekta egykori vezetőjének neve (minden magyar vonatkozás említése nélkül).[60]
- A The Benny Hill Show 1985. január 2-án adásba kerülő, a The A-Team című akciósorozatot parodizáló The B-Team című részében (rendezte: Dennis Kirkland) – 06:38 és 07:36 között – a szereplők egy 1959-es gyártású Orion Pacsirta rádió előtt beszélgetnek, majd a jelenet végén a Benny Hill által megformált Rosszfiú kivesz a készülék mögül egy aranyszobrot.[61]
- Nehéz napok egy Föld nevű bolygón (Hard Time on Planet Earth, amerikai sci-fi kalandfilmsorozat, 1989, rendezte: Timothy Bond és James A. Contner). Robertsék vegyesboltjában különféle magyar vonatkozású áruk, pl. koronás címer, Nagy-Magyarország-térkép, korabeli autós országjelzés nemzeti színekkel stb. Minden más magyar vonatkozás említése nélkül.
- Yesterday – Vissza a gyerekkorba (Omoide Poro Poro azaz Csak tegnap, japán anime, 1991, Takahata Iszao) A Muzsikás együttes három számából hangzanak el részletek Sebestyén Márta énekével. Mikor az autórádióban felhanzik a Teremtés című daluk, Tosio?? azt mondja: „Ez farmer-zene. Szeretem, mert én is farmer vagyok.”
- Az ifjú Indiana Jones kalandjai (The Young Indiana Jones Chronicles, amerikai televíziós kalandfilmsorozat, 1992, Indy szerelmes lesz (Love’s Sweet Song) című epizód (1S7E). A szereplők közötti párbeszéd az eredeti angol nyelvű változatban minimális akcentussal:

Vicky Prentiss (Elizabeth Hurley): – De magyarul nem beszél?ǃ
Az ifjú Indy (Sean Patrick Flanery): – Dehogynem!
- Halálos fegyver 3. (Lethal Weapon 3, amerikai akcióvígjáték, 1992, rendezte: Richard Donner) Riggs (Mel Gibson) emlegeti Gábor Zsazsát a pokolgéppet rejtő autó kapcsán: „Ennél jobban csak a Gábor Zsazsát plasztikázták.”
- Jöttem, láttam, beköltöztem (Housesitter, amerikai vígjáték, 1992, rendezte: Frank Oz). Gwen (Goldie Hawn) a Café Budapest nevű étteremben általában magyar lánynak öltözve szolgál fel, és a felette lévő egyik kis lakásban lakik.
- Az utolsó akcióhős (Last Action Hero, amerikai akcióvígjáték, 1993, rendezte: John McTiernan). A film cselekménye Houdini varázsmozijegye körül forog. Houdini-plakát a mozi gépházában.
- 12 majom (Twelve Monkeys, amerikai sci-fi, 1995, rendezte: Terry Gilliam). Jeffrey Goines (Brad Pitt) emlegeti dr. Semmelweiset.
- Star Trek: Kapcsolatfelvétel (Star Trek: First Contact, 1996, amerikai sci-fi film, rendezte: Jonathan Frakes). A filmben 2073-ban feltűnik egy USS Budapest (NCC-64923) nevű Norway-osztályú űrcsatahajó, természetesen a Föderáció oldalán és derekasan kiveszi a részét a Borg elleni küzdelmekből.
- Macska-jaj (Crna mačka, beli mačor, 1998, rendezte: Emir Kusturica).

Nagyobbik Grga unoka: – Úgy gondótam, e’megyek magyarba. Pécsre a vásárba.
Grga bácsi: – Eredj csak a pécsi vásárba, de vegyél magadnak asszonyt, megértetted?
Nagyobbik Grga unoka: – Megértettem!
Grga bácsi szoba-rokkanthintójának zenejátéka az Egy szál harangvirág című, Szécsi Pál előadásában közismertté vált dallamot játssza, azonban ez valójában eredetileg Ion Ivanovici A Duna hullámain (Donauwellen) című keringője.
- Azok a 70-es évek show (That '70s Show, amerikai tévésorozat, 1998-2006, rendezte: David Trainer). Az ötödik évad első részében Red Forman (Kurtwood Smith) mondja a szakállt növesztő Steven Hyde-nak (Danny Masterson): „Shut it. And go shave that thing! You look like a damn Hungarian.” (’Fogd be, aztán menj és vágd le ezt az izét! Úgy nézel ki, mint egy nyavalyás magyar.’)
- Hé, haver, hol a kocsim? (Dude, Where's My Car?, 12 év, amerikai akció-vígjáték, 80 perc, 2000, rendezte: Danny Leiner) Zoltan (Hal Sparks) egy UFO szekta vezére (valószínüleg felvett név). A Koituszi Transzvensztátor akkor kerül elő, amikor Chester (Seann William Scott) kirakja a földönkívüli Rubik kockát.
- Kardhal (Swordfish, amerikai–ausztrál akciófilm, 2001, rendezte: Dominic Sena). Houdinin kívül Gabriel (John Travolta) az egyik jelenetben Budapestet is megemlíti: „Ez lenne a legnagyobb sztori Bostontól Budapestig.”
- A Magányos Harcosok (The Lone Gunmen, 2001, The Lying Game című epizód). Mr. Memória (Robert Rozen) emlegeti műsorában a magyar paprikát.[62]
- Monk – A flúgos nyomozó (Monk, amerikai televíziós filmsorozat, 2002–2009)
  - 6. évad 7. epizód (2007): Magyar zászló és magyar nyelvű cirkuszplakátok láthatóak egy szoba falán, amelyben Victor Grajna, egy magyar származású akrobata lakott.
  - 7. évad 12. epizód (2009): Párbeszéd a főszereplők között

|                      | Eredeti angol nyelvű változat                                                                    | Magyar szinkron                                                                                     |
| Adrian Monk          | Ergo, the killer was afraid he’d be recognized. Ergo, the killer must have worked here recently. | Ergo, a gyilkos attól tartott, hogy felismerhetik. Ergo, a gyilkos a közelmúltban itt dolgozhatott. |
| Randy Disher:        | “Ergo”, the killer. What’s that, Hungarian?                                                      | „Ergo”, a gyilkos. Ez egy magyar név?                                                               |
| Leland Stottlemeyer: | His name isn’t Ergo, Randy.                                                                      | Az Ergo nem a neve, Randy.                                                                          |
- Pokolfajzat (Hellboy, amerikai akciófilm, 2004, rendezte: Guillermo del Toro). Houdini említése illetve Abe Sapien (Doug Jones) próbálja kirakni a Rubik kockát.
- A boldogság nyomában (The Pursuit of Happyness, 12 év, amerikai életrajzi dráma, 117 perc, 2006, rendezte: Gabriele Muccino) Chris Gardner (Will Smith) a Rubik kocka nagy mágusa. A film 1981-ben, a Rubik kocka amerikai karrierje legelején játszódik.
- A mások élete (Das Leben der Anderen, 16 év, német filmdráma, 137 perc, 2006, rendezte: Florian Henckel von Donnersmarck) Georg Dreyman drámaíró (Sebastian Koch) fedőneve a Stazi aktáiban „Lazlo”. Magyarország említése mint az öngyilkossági statisztikákat vezető ország.
- Az ígéret szép szó (Zavet, szerb-francia vígjáték, 2007, rendezte: Emir Kusturica)

Bosa (Ljiljana Blagojević) – Ha arra a kereskedőre gondolsz, az úriember volt. Megígérte, hogy elvisz a tengerre.
Nagyapa, Živojin Marković (Aleksandar Berček) – Magyarországra, nem?
- A titkok könyvtára 3. – A Júdás-kehely átka (The Librarian: Curse of the Judas Chalice, amerikai fantasztikus kalandfilm, 2008, rendezte: Jonathan Frakes). Lazlo/Vlad professzor – Bruce Davison. Továbbá Houdini említése a kiszabadulás kapcsán („Houdini is írt könyveketǃ”). Azonban a László Emil csupán álnév.
- Hellboy 2. – Az Aranyhadsereg (Hellboy II: The Golden Army, amerikai-német fantasztikus akciófilm, 2008, rendezte: Guillermo del Toro). A filmben Nuada herceg (Luke Goss) váratlanul előkapja A világjárás hősei című 1930 körül megjelent magyar könyvsorozat egyik kötetét.
- A bűn árfolyama (The International, amerikai-német-angol akciófilm, 2009, rendezte: Tom Tykwer). Allan Kovacs emlegetése, aki a film szerint az FBI nyomelemzője.
- A szabadság útjai (The Way Back, amerikai-emirátusokbeli-lengyel filmdráma, 2010, rendezte: Peter Weir). A film végén említik Magyarországot is 1956 kapcsán archív filmbejátszás közben.
- The Expendables – A feláldozhatók (The Expandables, 2010, rendezte: Sylvester Stallone). Sandra – Giselle Itié, Lee Christmas – Jason Statham, Barney Ross – Sylvester Stallone

|         | Eredeti angol nyelvű változat      | Magyar szinkron          |
| Sandra: | I’m Sandra. What’s your name?      | Sandra vagyok. És maguk? |
| Lee:    | Buda, (majd Barneyre mutatva) Pest | Buda ... Pest            |
| Sandra: | Follow me, please.                 | Kérem, kövessenek.       |
| Barney: | Buda, Pest. Nice.                  | Buda és Pest. Hülye.     |
- Will (Will, angol filmdráma, 2011, rendezte: Ellen Perry) „Magyarország – ott van gulyásleves.”
- Éghasadás (Falling Skies, 1 évad 3 rész, Prisoner of War, 2011, Greg Beeman). „Senki se rak paprikát a csirkére! Vagy te magyar vagy?”
- Fehér Tigris[63] (orosz háborús film, 2012, rendezte: Karen Sahnazarov) A nyitó jelenet, amikor az elesetteket temetik, az első párbeszéd:

– Nézd csak, ki ez? – Az egyenruhája nem német. Román, vagy olasz kell legyen.
– „Mágyári eto.”
– Kicsoda-kicsoda?
– „Mágyári”, azaz magyarok. – Nézd, minden teremtmény párban.
- Bosszúállók (The Avengers, amerikai sci-fi, 2012, rendezte: Joss Whedon).

Natasha Romanoff / Fekete Özvegy (Scarlett Johansson): Pont olyan, mint Budapest volt.
Clint Barton / Sólyomszem (Jeremy Renner): Nagyon különbözően emlékszünk Budapestre.
- Grantchester bűnei (Grantchester, 12 év, angol drámasorozat, 53 perc, 2014–, I/1. rész, rendezte: Harry Bradbeer) Geordie Keating felügyelő (Robson Green) többször szóba hozza az épp a napokban játszott londoni 6:3-as angol-magyar mérkőzést.
- 9. april (dán háborús film, 2015, rendezte: Roni Ezra) A film 21:19-21:40 perce között a II. világháborúra készülődő dán katonatisztek zenét hallgatnak egy magyar, 1951-es gyártású Orion 221-es rádiókészülékkel.
- Az Agymenők 9. évadjának 24. részében (2016) Sheldon Rubik Ernőt is tervezi meghívni Penny és Leonard esküvőjére. A 10. évad 7. részében (2016) Fun with Flags című Youtube-csatornájukon Sheldon és Amy Buda és Pest, majd Budapest zászlaját mutatják be nézőiknek. (Teljesen rossz zászlókat mutatnak egyébként, Budáé helyett egy árpádsávost, Pesté helyett a francia trikolórt, Budapesté helyett pedig a magyar zászlót.)
- Párizs még várhat (Paris Can Wait, amerikai-japán romantikus vígjáték, 2016, rendezte: Eleanor Coppola) Budapest és egy László nevű magyar emlegetése.
- Kémek a szomszédban (Keeping Up with the Joneses, amerikai vígjáték, 2016, rendezte: Greg Mottola) Tim Jones (Jon Hamm) említi Magyarországot és egy magyar üvegfúvó mestert.
- Érkezés (Arrival, amerikai tudományos fantasztikus film, 2016, rendezte: Denis Villeneuve). David Halpern CIA-ügynök (Michael Stuhlbarg) a szalámitaktika kifejezésre utalva mondja: „A magyaroknak külön szavuk is van rá”, amikor arról beszél, hogy esetleg a földönkívüliek szándéka ellenséges, és elképzelhető, hogy egymás ellen akarják kijátszani az országokat.[64][65]
- Spectral (amerikai akció sci-fi film, 2016, rendezte: Nic Mathieu) A kommandósok behatolnak egy elhagyott ipari területre, ahol olyan túlélőkkel találkoznak, akik egy 1961-es gyártású Vadásztölténygyár (a későbbi Videoton) Szimfónia R 946 FI. elektroncsöves rádiót hallgatnak.
- A kijelölt túlélő (Designated Survivor, amerikai drámasorozat, 2017), 2. évad 1. rész (One Year In, rendezte: Chris Grismer). Hannah Wells (Maggie Q) nyomozása Budapesten.
- A kém, aki dobott engem (amerikai akciókomédia, The Spy Who Dumped Me, 2018) egyik jelenetében a főszereplő Mila Kunis a bécsi főpályaudvaron a menetrendi táblákat böngészi, és többször is sikertelenül igyekszik kiejteni az ott feltüntetett Szabadszállás nevét. A film több Bécsben játszódó jelenetét Budapesten forgatták, a képsorokon egyebek mellett feltűnik a Batthyány-örökmécses, a Huszár utca és a városligeti Vajdahunyad vára is.
- Marvel kapitány (Captain Marvel, amerikai sci-fi, 2019, rendezte: Anna Boden, Ryan Fleck) Nick Fury (Samuel L. Jackson) említi többek között Budapestet, ahol mint kém megfordult.
- A Lucifer című tévésorozat 4. évadának 2 epizódjában (Nem pont úgy van ám, mint az Isteni színjátékban!, 2019) a szereplők a magyar kókuszgolyó (Hungarian rum ball) receptjét beszélik meg.
- A Castlevania animációs sorozat 3. évadának 8. részében (What the night brings, 2020) a stájerországi vámpírok vezetői arról tanácskoznak, hogy nincs elegendő haderejük, csak a Balatonig tudják rezervátumukká tenni a Dunántúlt.
- Vores mand i Amerika (dán háborús film, 2020, rendezte: Christina Rosendahl) A II. világháború időszakában játszódó, Henrik Kauffmann életét feldolgozó film egyik jelenetében egy irodában 1959-es gyártású Orion Pacsirta rádiót hallgatnak.
- Fekete Özvegy (Black Widow, 16 év, amerikai sci-fi akciófilm, kalandfilm, 133 perc, 2021, rendezte: Cate Shortland) Egy budapesti védett lakás, valamint autós üldözés a Belvárosban eredeti budapesti helyszíneken.
- A Chief of Station (amerikai akciófilm, kémfilm, 97 perc, 2024, rendezte: Jesse V. Johnson) jelentős részben Budapesten, egy dunai hajón, illetve pár snitt erejéig Szentendrén játszódik. Egyes jelenetekben háttérzajként magyar beszéd is hallatszik.

## A magyar nyelv mint egzotikus kellék
Talán a legfurcsábbak azok a jelenetek, amelyekben a magyar nyelv megnevezése vagy bármilyen utalás nélkül csak mint egzotikus hangzású nyelv, egyfajta kellékként szerepel. Néhány filmben az elhangzó magyar szöveg más nyelvet, például arabot vagy dánt helyettesít, néha viszont egyenesen a földönkivüliek nyelve. (Az 1930-as években az Amerikai Egyesült Államokba érkező magyar tudósokat sokan viccesen marslakóknak, a magyar nyelvet a marslakók nyelvének aposztrofálták.)
- Funebrák (’A temetkezési vállalkozó’, csehszlovák vígjáték, 1932, rendezte: Carl Lamac) Pleticha (Vlasta Burian) magyarul halandzsázik.
- Brancaleone ármádiája (L’armata Brancaleone / La Armada Brancaleone, olasz–francia–spanyol filmvígjáték, 1966, rendezte: Mario Monicelli). A film elején – 02:40 és 05:06 között – zsiványok támadják meg a falut, lemészárolják a helyieket, erőszakoskodnak, rabolnak, s eközben magyarul beszélnek. „Hol a pénz, hová rejtetted?” „Ej, te büdös kurva!” „Rajta!” „Üsd, vágd!” „Szétvágom a fejed!” „Fogd meg a tyúkokat!” „Fogj mindent!” „Ááá, nyomorult!” „Állj meg, állj meg! Megvagy, nyomorult!” „Így tetszel nekem.” „Hé, gyerünk avval a kocsival! Mi lesz már, nyomd meg!” „Vigyázz, vigyázz, bújjatok el gyorsan! Jönnek, jönnek!” „Kegyelem, kegyelem! Bocsáss meg!”

A Szárnyas fejvadászban a futurisztikus keveréknyelv, a city speak („városi nyelv”) egyik alapja a magyar, noha a címszereplő Deckard (Harrison Ford) monológja szerint az elsősorban a japán, a spanyol és a német nyelvből összegyúrt nyelv („A mishmash of Japanese, Spanish, German”).
- Szárnyas fejvadász (Blade Runner, amerikai sci-fi, 1982, rendezte: Ridley Scott) Gaff (Edward James Olmos) és Deckard (Harrison Ford) párbeszéde:

|             | Eredeti angol nyelvű változat                | Magyar szinkron                                   |
| Gaff:       | Monsieur, azonnal kövessen engem, bitte!     | Monsieur, azonnal kövessen engem, bitte!          |
| Sushi-árus: | He say you under arrest, Mr. Deckard.        | Azt mondja, le van tartóztatva, Mr. Deckard.      |
| Deckard:    | Got the wrong guy, pal.                      | Melléfogtál, haver!                               |
| Gaff:       | Lófaszt! Nehogy már! Te vagy a Blade Runner! | Lófaszt! Nehogy már! Te vagy a Féj ... Féjvadasz! |
- Lopakodók 2. (Sniper 2, amerikai tévéfilm, 2002, rendezte: Craig R. Baxley) A film a Balkánon játszódik, de Magyarországon forgatták sok magyar színésszel, így némi alkotói restség folytán a szerb és a bosnyák karakterek az eredeti angol változatban is magyarul beszélnek.
- Futurama (amerikai rajzfilm sorozat, 1999-2003) Robot Devil: „Just one ici-pici thing.”
- Star Wars: A klónok háborúja (Star Wars: The Clone Wars, 2008, amerikai animációs sorozat, 22. és 23. rész) A 22. részben Obi-Wannak mondja az egyik szürke lény magyarul: „Az ördög az enyim. Mindent elrontottál. Ez volt az én próbám.” A 23. részben olasz nyelvű szöveg közben olaszos tagolással és hangsúlyozással: „Elrontottátok a tesztetǃ”
- Lovagok háborúja – Harc a végsőkig (Ironclad, angol–svájci–amerikai–német történelmi film, 2011, rendezte: Jonathan English) Az eredeti angol nyelvű változatban is a dánok dán helyett magyarul beszélnek: „Elvágom a torkátǃ ...”
- Kaliforniai álom (La La Land, amerikai romantikus filmmusical, 2016, rendezte: Damien Chazelle) Sebastian Wilder (Ryan Gosling) az eredeti angol nyelvű szövegébe két alkalommal is belefűzte magyarul a „pisi-kaka” kifejezést semmiség, jelentéktelen dolog értelemben. Gosling viszont a szófordulatot jiddis eredetűnek mondta.[68]
- Supergirl (amerikai sci-fi televíziós filmsorozat, Mindenki lehet hős (We Can Be Heroes, 2017) című epizódban (S02E10), rendezte: Rebecca Johnson) az angol nyelvű változatban a földönkívüli harcosok nyomán M'gann M'orzz (Sharon Leal) azt ismételgeti magyarul: „Vér. Túszok. Gyönyörű. Háború.” J'onn J'onzz (David Harewood) pedig közben azt kiáltja neki szintén magyarul: „Fejezd be!”
- Szárnyas fejvadász 2049 (amerikai sci-fi, Blade Runner 2019, 2017) egyik jelenetében magyarul üvöltenek a lépcsőházban, egy másik alkalommal pedig az egyik szereplő arra a kérdésre, hogy az illető mivel foglalkozik, félig angolul, félig magyarul válaszolja: „He’s nyugdíjas.”
- A Halo (amerikai sci-fi televíziós sorozat, 2022) Unbound (S01E02) című epizódjában a Rubble aszteroidán a főhős váratlan megjelenésekor mondja egy helyi lakos a társának: „Nyisd már ki a hülye szemed!” A sorozat Emergence (S01E03) című részében ugyanez a szereplő a következőket mondja: „Csak egyet? Miért hagyod, hogy állandóan ugráltasson? Állj már ki magadért!”. A társa válasza: „Ne pofázz már!”

## Érdekességek
- Házibuli 2. (La Boum 2, 1982, francia romantikus felnőttéválás-történet, rendezte: Claude Pinoteau) A filmben nem sokkal a vége előtt, Vic (Sophie Marceau) és apukája (Claude Brasseur) búcsújelenetének hátterében egy piros, IBUSZ feliratú, magyar országjelzésű turista autóbusz látható. A jelenet közben az autóbuszt egy statiszta lány furcsán megkerüli, valamint az előtt a jelenet másik két szereplője Pénélope (Sheila O’Connor) és Samantha (Alexandra Gonin) is elsétál.